# Alfred Philippson

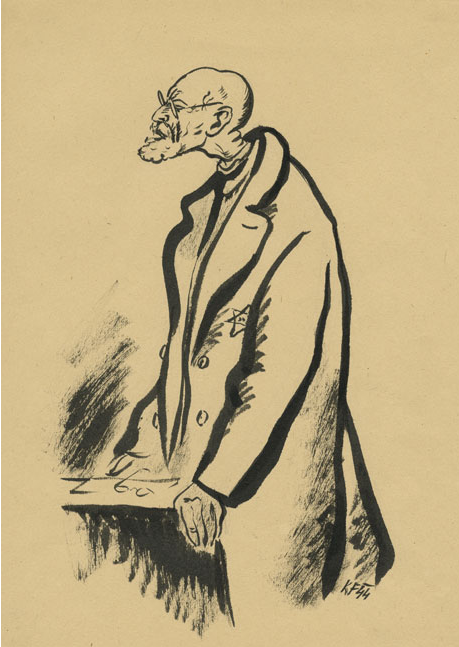
Karel Fleischmann: Alfred Philippson im Ghetto Theresienstadt (1944)

Alfred Philippson (geboren am 1. Januar 1864 in Bonn; gestorben am 28. März 1953 ebenda) war ein deutscher Geograph.

## Biographie

### Ausbildung und Beruf
Alfred Philippson war der jüngste Sohn des Rabbiners und Publizisten Ludwig Philippson und dessen zweiter Frau Mathilde. Der Historiker Martin Philippson war sein Bruder.
Philippson studierte in Bonn und Leipzig Geografie, Geologie, Mineralogie und Nationalökonomie. 1886 wurde er durch Ferdinand Freiherr von Richthofen an der Universität Leipzig mit der Dissertation Studien über Wasserscheiden promoviert. Nach einem Ergänzungsstudium der Paläontologie in München begann Philippson 1887 seine erste Griechenlandreise. Mit seiner Schrift Der Peloponnes – Versuch einer Landeskunde auf geologischer Grundlage wurde Philippson 1891 habilitiert. Am 15. Dezember hielt er seine Antrittsvorlesung und wurde 1892 in Bonn als Privatdozent zugelassen. Den Titel „Professor“ erhielt er allerdings erst 1899.
Im letzten Jahrzehnt des 19. Jahrhunderts bereiste Philippson Nordgriechenland (1893), Konstantinopel, die Ägäischen Inseln (1896) und Russland (1897). Bis zu seiner Berufung auf die ordentliche Professur für Geografie an die Universität Bern im Jahr 1905 folgten weitere Forschungsreisen durch Kleinasien. Nach einer Zwischenstation an der Universität Halle-Wittenberg kehrte er 1911 nach Bonn zurück.
Philippsons Bemühungen gingen dahin, die Länderkunde als wissenschaftlich gleichwertigen Zweig der Geografie auszubauen und weiterzuentwickeln. Durch den systematischen Ausbau von Bibliothek, Kartensammlung und Seminarräumen bis zu seiner Emeritierung im Jahr 1929 schuf Philippson in Bonn eines der modernsten geographischen Institute in Deutschland.

### Familie
1892 heiratete Alfred Philippson Lina Anna Simoni. Aus dieser Ehe gingen vier Kinder hervor. Nach dem frühen Tod von Lina Anna Simoni im Jahr 1906 heiratete Philippson 1919 Margarete Kirchberger.

### Verfolgung und Rückkehr
1933 erhielt Philippson Lehrverbot, seine Veröffentlichungen konnte er daraufhin nur noch im Ausland publizieren. 1938 wurde ihm der Reisepass entzogen. Wegen seiner Freundschaft mit Sven Hedin blieb Philippson zunächst unbehelligt. Im Juli 1941 beschlagnahmte die Bonner Gestapo Philippsons Haus und wies ihm mit seiner Frau Margarete und seiner Tochter Dora eine kleine Wohnung im Haus des jüdischen Rechtsanwaltes Wollstein zu. 1941/42 bemühte er sich um eine Einreisebewilligung für die Schweiz. Am 8. Juni 1942 wurde er mit seiner Frau Margarete und seiner Tochter Dora nach Theresienstadt deportiert. Sven Hedin setzte sich (auch auf Bitten von Kollegen und Verwandten Philippsons hin) bei Hitler für seinen Freund und früheren Studienkollegen ein. Seine Interventionen führten zu dessen Einstufung als „A-Prominent“ und zu Hafterleichterungen der Familie, sodass diese letztlich das Konzentrationslager überleben konnte. Philippson schrieb vom Oktober 1942 an in Theresienstadt seine Lebenserinnerungen Wie ich zum Geographen wurde. Die Tochter Dora entging der Verschleppung in ein Vernichtungslager nur, weil sie ihren kranken Vater pflegen musste. Am 20. April 1945 erhielten jedoch alle Familienmitglieder eine Aufforderung der SS-Lagerleitung, sich für die „Einreihung“ in einen „Transport“ bereitzuhalten.  Bevor es dazu kam, wurde Theresienstadt am 3. Mai 1945 dem Roten Kreuz übergeben und am 8. Mai von der Roten Armee befreit. Weil das Lager anschließend unter Quarantäne gestellt wurde, dauerte es mehrere Monate bis zu ihrer Entlassung.
Dora, Margarete und Alfred Philippson kehrten am 10. Juli 1945 nach Bonn zurück.

### Briefwechsel mit Sven Hedin nach der Rückkehr

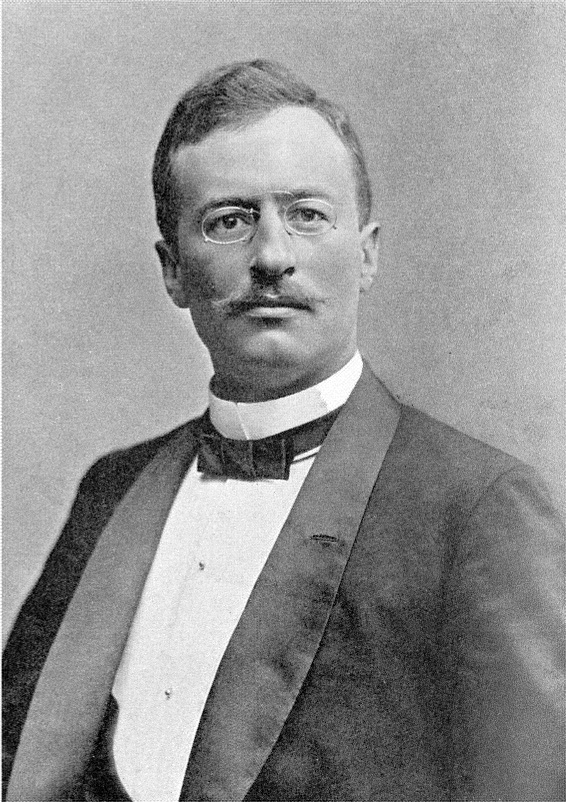
Alfred Philippsons Studienfreund Sven Hedin

Der Schwede Sven Hedin stand jahrzehntelang im Briefwechsel mit Alfred Philippson und sandte ihm regelmäßig Lebensmittelpakete in das KZ Theresienstadt. Am 29. Mai 1946 schrieb ihm Alfred Philippson (wörtliches Zitat, gekürzt): „Mein lieber Hedin! Die Eröffnung der Briefpost nach dem Ausland giebt mir die Möglichkeit, Ihnen zu schreiben…Wir denken oft mit herzlicher Dankbarkeit an unseren Lebensretter, dem allein es zuzuschreiben ist, dass wir die schreckliche Zeit dreijähriger Einschließung und Hungers im K.Z. Theresienstadt lebend überstanden haben, in meinem Alter ein wahres Wunder. Es ist Ihnen bekannt, dass wir wenigen Überlebenden schließlich, einige Tage vor dem uns bevorstehenden Gastod, befreit worden sind. Wir, meine Frau, Tochter und ich sind dann am 9/10 Juli 1945 in einem Autobus der Stadt Bonn hierher in unsere fast zur Hälfte zerstörte Heimatstadt zurückgebracht worden…“
Sven Hedin antwortete am 19. Juni 1946 (wörtliches Zitat, gekürzt): „…Ich kann Ihnen gar nicht die Freude beschreiben die ich erfuhr als ich vorgestern Ihren lieben schönen Brief vom 29. Mai erhielt! Es klingt ja wie ein Märchen! Ich hatte in der letzten Zeit, als die Russen immer näher heranrückten grossen Angst für Sie, Ihre liebe Frau und Ihre Tochter, dass Ihr Leben in grosser Gefahr schwebte und dass alle die Bewohner von Theresienstadt spurlos verschwinden würden. In diesen Grunden war ja an Briefen und Sendungen gar nicht zu denken. Und so kam plötzlich Ihr fabelhafter Brief und ich und meine Schwester Alma waren mit einem Mal glücklich zu wissen dass Sie, post tot discrimina rerum, gerettet waren und ohne Gefahr! Es war zu schön zu erfahren, dass unsere Bemühungen nicht vergebens gewesen waren. In diesen schweren Jahren haben wir über hundert ähnliche gehabt, unglückliche Menschen die nach Polen geschleppt wurden zu retten, aber in den allermeisten Fällen ist es uns nicht gelungen. Einigen Norwegern haben wir doch helfen können. Mein Heim in Stockholm wurde zu einer Art Informations- und Hilfsbüro verwandelt und ich hatte dabei vorzügliche Hilfe von Dr. Paul Graßmann, Presseattaché in der Deutschen Gesandtschaft in Stockholm. Auch er hat keine Mühe gespart um in der humanitären Arbeit tätig zu sein. Aber in fast keinem Fall ist es so glücklich gegangen wie in Ihren, lieber alter Freund! Und wie schön, dass Sie wieder in Bonn sind.…“ (bisher unveröffentlichte Briefe aus dem Riksarkivet in Stockholm, Akte: Sven Hedins Arkiv, Korrespondens, Tyskland, 487; dort befindet sich der gesamte Briefwechsel, der weitere Informationen über Alfred Philippson enthält.)
Die Namen und Schicksale der über hundert deportierten Juden, für deren Freilassung sich Sven Hedin eingesetzt hat, sind noch nicht erforscht. Die Namen und Schicksale der Norweger sind aber bekannt (siehe Sven Hedin).

### Die letzten Jahre in Bonn
Ohne sein altes Haus wieder beziehen zu können, nahm Alfred Philippson als 81-Jähriger seine Publikationstätigkeit wieder auf und im November 1945 erhielt er eine erneuerte Lehrbefugnis.
Alfred Philippson starb am 28. März 1953 im Alter von 89 Jahren, seine Frau Margarete Philippson starb ebenfalls im Jahr 1953. Die Tochter Dora Philippson konnte aufgrund ihrer dauerhaft geschädigten Gesundheit nicht mehr als Lehrerin unterrichten. Bis kurz vor ihrem Lebensende 1980 setzte sie sich für die Aussöhnung der Juden und Christen in der Bonner Synagogengemeinde, im Jüdischen Frauenverein und in der Bonner Gesellschaft für Christlich-Jüdische Zusammenarbeit ein.

## Funktionen
- Vorsitzender des Fachausschusses Geographie in der 1920 gegründeten Notgemeinschaft der Deutschen Wissenschaft (1920–1928)
- Vorsitzender des Zentralausschusses des Deutschen Geographentages (1921–1925)
- Gründung und Gestaltung des Verbandes Deutscher Hochschullehrer der Geographie (1925–1929)

## Auszeichnungen und Preise (Auswahl)
- Carl-Ritter-Medaille (1899)
- Mitglied der Leopoldina (1907)
- Ehrendoktor der Universität Athen (1912)
- Geheimer Regierungsrat (1915)
- Goldene Ferdinand-von-Richthofen-Medaille (1933) (zusammen mit Erich von Drygalski und Sven Hedin)
- Ehrendoktor der Bonner Universität (1946)
- Eintragung in das „Goldene Buch“ der Stadt Bonn (1947)
- Gustav-Steinmann-Medaille (1947)
- Großes Bundesverdienstkreuz (1952)

Seit dem 6. Februar 2006 trägt der Hörsaal des Geographischen Instituts der Universität Bonn Alfred Philippsons Namen.

## Schriften
- Die griechischen Landschaften. Hrsg. von Ernst Kirsten. Vier Bände, Klostermann, Frankfurt am Main 1950–1959.
- Studien über Wasserscheiden. Diss. 1886.
- Der Peloponnes. Versuch einer Landeskunde auf geologischer Grundlage. Berlin 1892. Digitalisat
- Das Mittelmeergebiet, seine geographische und kulturelle Eigenart. 1904, 4. Auflage 1922. Digitalisat
- mit Ludwig Neumann: Europa. 1906, Band von Sievers’ Allgemeinen Länderkunde.
- Landeskunde des Europäischen Rußlands nebst Finnlands. Leipzig 1908. Digitalisat
- Grundzüge der Allgemeinen Geographie. Drei Bände, 1920–1924. Digitalisat
- Wie ich zum Geographen wurde. 1942/1996, ISBN 3-416-02620-9.
- Land und See der Griechen. 1946.
- Das Klima Griechenlands. 1948.
- Handbuch der regionalen Geologie: Kleinasien. In: Handbuch der regionalen Geologie, Band 22, 1968.

### Alfred Philippson
- Literatur von und über Alfred Philippson im Katalog der Deutschen Nationalbibliothek
- Werke von und über Alfred Philippson in der Deutschen Digitalen Bibliothek
- Eintrag zu Alfred Philippson im Catalogus Professorum Halensis
- Suche nach Alfred Philippson im Online-Katalog der Staatsbibliothek zu Berlin – Preußischer Kulturbesitz [3]
- Ausführliche Biografie auf der Seite des geografischen Institutes der Universität Bonn
- Alfred Philippson in der 33. Sequenz des Filmes Theresienstadt – Ein Dokumentarfilm aus dem jüdischen Siedlungsgebiet (Memento vom 27. April 2013 im Internet Archive)
- Philippson, Dr. Alfred Eintrag aus dem Prominentenalbum der Jüdischen Selbstverwaltung vom 1. Januar 1944 auf www.ghetto-theresienstadt.de

### Dora Philippson
- Biographie der Universität Bonn (Memento vom 13. April 2005 im Internet Archive)